# Vesna Bukovec
Vesna Bukovec, vizualna umetnica, videastka, kuratorka in grafična oblikovalka, *1977, Ljubljana. 
Je družbenokritična avtorica, ki se izraža v različnih medijih, pri čemer je v njenem delu poleg videa v ospredju predvsem risba. V svojih projektih se ukvarja s posledicami neoliberalne ideologije, potrošniško naravnano družbo, družbenopolitično realnostjo, vlogo ženske v sodobni družbi in begunsko tragedijo.
Diplomirala (2002) in magistrirala (2006) je iz kiparstva na Akademiji za likovno umetnost in oblikovanje Univerze v Ljubljani. Predstavila se je na vrsti samostojnih in skupinskih razstav v domačem in mednarodnem prostoru. V slovenskem prostoru je med drugim razstavljala v Moderni galeriji , Muzeju sodobne umetnosti Metelkova, Galeriji Škuc in Galeriji Alkatraz v Ljubljani, Koroški galeriji likovnih umetnosti, Centru sodobnih umetnosti Celje, Galeriji Ravne, v galeriji artKIT v Mariboru, Galeriji Gong v Novi Gorici, Hiši kulture v Pivki, Ulični galeriji TAM-TAM in Galeriji Ivana Groharja v Škofji Loki. Deluje kot samostojna avtorica in v okviru umetniške skupine KOLEKTIVA (z Metko Zupanič in Lado Cerar).
V letih od 2016 do 2022 je oblikovala celostno podobo in tiskovine Mednarodnega festivala sodobnih umetnosti – Mesto žensk. Od leta 2015 je strokovna sodelavka Postaje DIVA, arhiva umetniškega videa, filma in novomedijske umetnosti pri SCCA-Ljubljana.. Je članica programske ekipe festivala eksperimentalnih avdiovizualnih praks V-F-X Ljubljana, ki ga pripravljata SCCA-Ljubljana in Slovenska kinoteka.

## Izbor del
- Sodobna umetnost za starše (instalacija / fotografije, besedilo, video), 2002[18]
- Ali je umetnost potrebna? Zakaj? (instalacija / fotografije, besedilo), 2002-2005
- Important News (video), 2003[19]
- Lokalna problematika (projekt v javnem prostoru / raziskava, instalacija), 2003[20]
- It Will Be OK (video), 2009[21]
- Positive Illusion / Pozitivna iluzija (serija risb), 2009
- Beli performansi / Pozitivne afirmacije (serija videov), 2010[22]
- How to fail successfully / Kako se uspešno spopasti z neuspehom (serija risb), 2011
- Ali me nočete, ker sem kritična (serija risb), 2012[23]
- Na čigav račun (serija risb), 2015[24]
- Pobarvanka / Colouring Book (knjiga umetnika), 2015[25]
- Begunec_ka sem (ilustracije), 2015-2016[26]
- Ne v mojem imenu (plakatni triptih v javnem prostoru), 2016[27]
- Okrožnica (video), 2016[28]
- V iskanju svobode (Ecce homo) (grafična mapa), 2016[29]
- Materino znamenje (serija risb), 2017[30]
- Briga me … / I can’t be bothered … (risba), 2018[31]
- In vendar me briga / And yet I do bother (serija risb), 2019[32]
- Kolesarke prihajajo (risba), 2020[33]
- Drugačen svet je mogoč (risba), 2021[34]
- Svet brez meja (participatorni projekt, razglednice, serija risb), 2021[35]
- Lokalni rasizmi (serija risb), 2022[36]
- Dediščina (serija risb), 2022[37]
- Delo v nastajanju. Razmišljanja o skupnostih onkraj kapitalizma (raziskovalni projekt v sodelovanju z Ano Čigon in Tio Čiček), 2022[5]
- Solidarnost (risba), 2023[38]